# سیارک ۲۵۳۸
سیارک ۲۵۳۸ (به انگلیسی: 2538 Vanderlinden، نامگذاری:1954UD) دو هزار و پانصد و سی و هشتمین سیارک کشف شده‌است که در ۳۰ اکتبر ۱۹۵۴ کشف شد.
قدر مطلق سیارک برابر ۱۳٫۷۰ است.